# Listă de regizori mexicani
Aceasta este o listă de regizori de film mexicani:

Sortarea este strict în ordine alfabetică a numelui de familie.
Cuprins: Început - 0–9 A B C D E F G H I J K L M N O P Q R S T U V W X Y Z

- Raúl de Anda Jr.
- Gilberto de Anda

- Rafael Baledón
- Julio Bracho

- René Cardona
- Alfredo B. Crevenna
- Alfonso Cuarón

- Tito Davison
- Miguel M. Delgado

- José Estrada

- Emilio Fernández
- Jorge Fons
- Fernando de Fuentes

- Alejandro Galindo
- Roberto Gavaldón
- Gilberto Gazcón
- Rogelio A. González
- Alberto Gout

- Mario Hernández

- José Luis Ibáñez
- Alejandro González Iñárritu

- Arturo Martínez
- Fernando Méndez
- José Díaz Morales
- Emilio Gómez Muriel

- Ramón Novarro

- Juan Bustillo Oro

- Arturo Ripstein
- Joselito Rodríguez
- Ismael Rodríguez
- Raúl Ruiz

- Abel Salazar
- Gilberto Martínez Solares

- Carlos Enrique Taboada
- Miguel Contreras Torres
- Juan Manuel Torres

- Zacarías Gómez Urquiza
- Chano Urueta

- Miguel Zacarías